# Hjalmar Schacht
Horace Greeley Hjalmar Schacht, född 22 januari 1877 i Tingleff, död 3 juni 1970 i München, var en tysk politiker och finansexpert.
Schacht var riksbankschef 1923–1931 och 1933–1939, ekonomiminister 1934–1937 samt minister utan portfölj 1937–1943. Fram till 1926 tillhörde Schacht Tyska demokratiska partiet (Deutsche Demokratische Partei), ett vänsterliberalt parti.

## Biografi
Efter första världskriget rekonstruerade Schacht den tyska valutan. När nazisterna hade tagit makten i Tyskland i januari 1933, medverkade han genom diverse ekonomiska transaktioner till den tyska upprustningen eftersom han var övertygad om att Adolf Hitler kunde återställa den tyska ekonomin. Schacht kom dock av olika skäl att bli kritisk mot nazistregimen och avgick 1937 efter en schism med Hermann Göring och Hitler som bägge ville fortsätta upprusta den tyska försvarsindustrin vilket Schacht motsatte sig. Efter 20 juli-attentatet 1944 internerades han i koncentrationslägret Flossenbürg i Nordtyskland; där togs han tillfånga av de allierade i april 1945.

### Nürnbergprocessen
Schacht frikändes vid Nürnbergprocessen 1945–1946, men dömdes kort därefter av en tysk denazifieringsdomstol till åtta års fängelse. Han frigavs dock redan i september 1948 och utgav samma år boken Abrechnung mit Hitler (svenska "Vidräkning med Hitler"). Efter kriget ägnade sig Schacht åt utvecklingsfrågor i u-länder och som ekonomisk rådgivare, innan han gick i pension i början av 1960-talet.